# Arley de Queroz Sandim
Arley de Queroz Sandim (født 25. maj 1986) er en tidligere brasiliansk fodboldspiller.
Han har spillet for flere forskellige klubber i sin karriere, herunder Sagan Tosu.